# Vox Media
Vox Media ist ein US-amerikanisches multinationales Unternehmen im Bereich der digitalen Medien, das 2002 von Jerome Armstrong, Tyler Bleszinsky und Markos Moulitsas gegründet wurde. Seinen Sitz hat das Unternehmen in Washington, D.C. und New York. Derzeit verwaltet Vox Media 14 Marken: SB Nation, The Verge, Curbed, Eater, Racked, Vox, Recode, New York Magazine, The Cut, Vulture, The Strategist, Intelligencer und Grub Street. Bis 2024 nutzten alle Websites des Vox-Portfolio das firmeneigene Content-Management-System Chorus. Ab Ende 2023 wurde eine Umstellung auf WordPress VIP geplant, die ab 2024 sukzessive umgesetzt und 2025 abgeschlossen wurde.
Das Unternehmen hat Büros in Los Angeles, Chicago, Austin (Texas) und San Francisco. Unter dem Netzwerk laufen etwa 300 Websites mit insgesamt über 400 Mitarbeitern.

## Geschichte

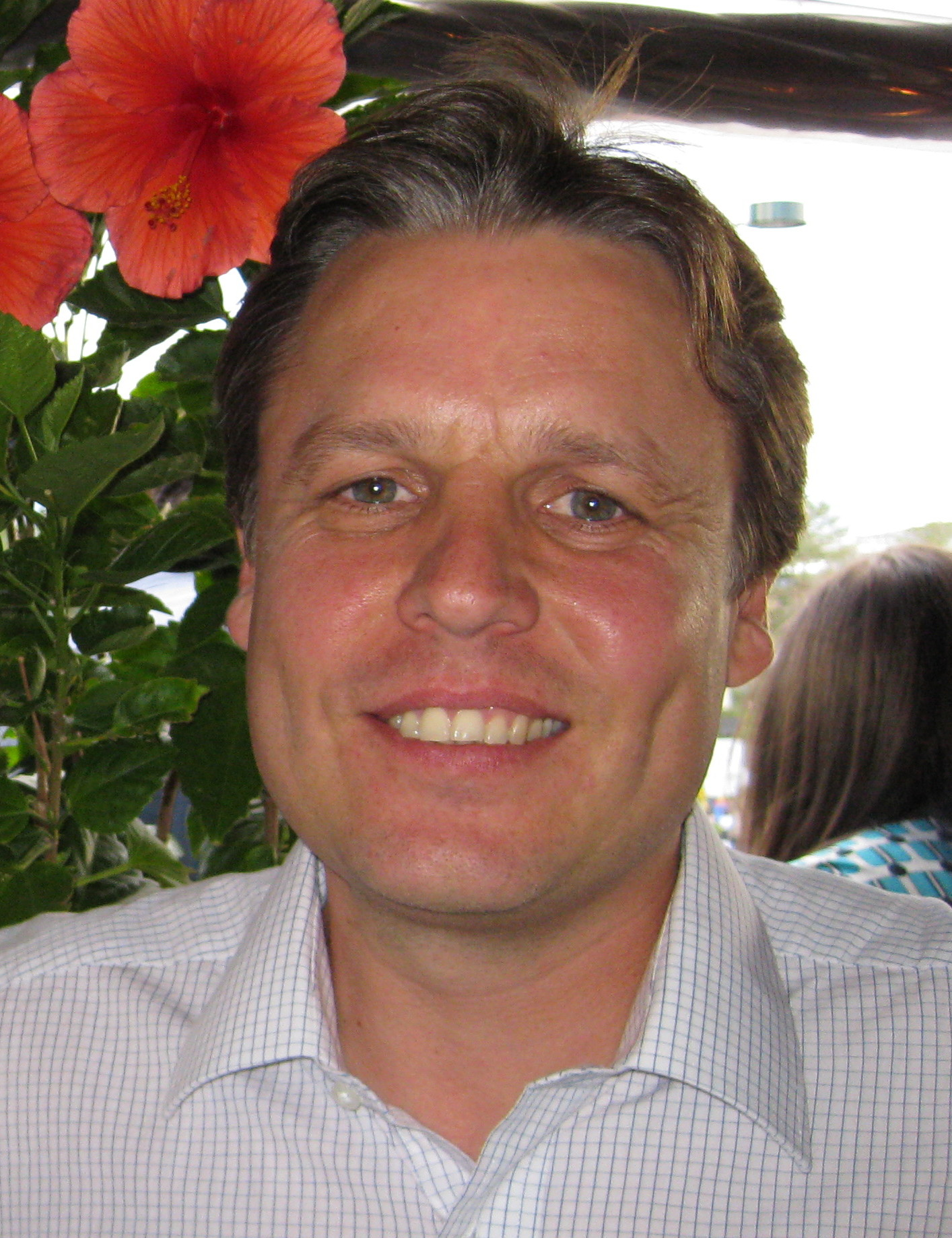
Jerome Armstrong, August 2008

Das Unternehmen wurde am 1. August 2002 als SportsBlogs, Inc. vom Politikstrategen Jerome Armstrong, dem freien Autor Tyler Bleszinski und Markos Moulitsas (Gründer vom Politikblog Daily Kos) gegründet. Die erste Marke von SportsBlogs war das Sportblognetzwerk SB Nation. Die Website war ein Ableger und eine Erweiterung von Bleszinskis Oakland-Athletics-Blog Athletics Nation, welches die Geschehnisse des Teams aus der Sicht der Fans schildern sollte. Die Beliebtheit der Website führte zur Aufnahme weiterer Sportblogs in das Netzwerk.
Im Jahr 2008 stellte SB Nation den ehemaligen AOL-Manager Jim Bankoff als CEO ein, um dem Unternehmen beim Wachstum zu helfen. Er war interessiert an SB Nations Idee ein Netzwerk für nischenorientierte Sportwebsites zu schaffen. Im Februar 2009 beinhaltete das SB-Nation-Netzwerk 185 Blogs und im November 2010 besuchten 5,8 Millionen Unique Visitors die Websites. Mit einer Steigerung von 208 % gegenüber dem November des Vorjahres, war SB Nation nach Comscore-Daten die am schnellste wachsende Sportwebsite.
Im Jahr 2011 stellte Bankoff einige ehemalige Autoren von AOLs Technologieblog Engadget an, wie den Chefredakteur Joshua Topolsky, um eine neue technologieorientierte Website zu gründen. Sie verließen AOL nach einer Reihe von Konflikten zwischen Topolsky und Michael Arrington, dem Gründer von TechCrunch und dem Leak von internen Schulungsdokumenten, die die Inhaltsstrategie für AOLs Blogs auf Profitabilität fokussierte. Bankoff war der Meinung, dass eine technologieorientierte Website SB Nation aufgrund der übergreifenden Zielgruppen ergänzen würde.
Im November desselben Jahres 2011, jetzt unter dem Namen Vox Media, ging The Verge mit dem Chefredakteur Topolsky online.
Im Oktober 2012 wurde von Vox Media die Computerspielwebsite Polygon gegründet, angeführt von dem ehemaligen Joystiq-Herausgeber Christopher Grant.
Ein Jahr später erwarb Vox Media das Curbed-Netzwerk, welches aus dem Immobilienblog Curbed, dem Essensblog Eater und dem Modeblog Racked bestand.
Die Newswebsite Vox wurde im April 2014 gegründet. Geleitet wird sie seit dem vom ehemaligen Washington-Post-Kolumnisten Ezra Klein. Voxs Ausrichtung sind allgemeine Neuigkeiten, mit einem Schwerpunkt auf die Bereitstellung von weiterführenden Informationen für immer wiederkehrende Themen innerhalb der Artikel.
Vox Media akquirierte im Mai 2015 Recode, eine Newswebsite um die Technologiebranche, die von Walter Mossberg und Kara Swisher, ehemalige Autoren von Wall Street Journals Blog All Things Digital.
Im August 2015 vollzog NBCUniversal eine 200 Millionen US-Dollar schwere Kapitalinvestition in Vox Media und lobte die „starke Führungskraft, [das] erstklassige redaktionelle Talent und eine einzigartige Technologieplattform.“
Am 6. November 2019 schloss sich Vox Media mit New York Media zusammen, als Name verbleibt Vox Media. Das Unternehmen beschäftigt nun über 1250 Mitarbeiter und erreicht laut eigenen Angaben mehrere hundert Millionen Menschen, die Angebote von Vox Media nutzen.

## Finanzierung
Vox Media erhielt von Accel Partners, Comcast Ventures, Khosla Ventures, Allen & Company und Providence Equity Partners Kapital sowie von den Investoren Ted Leonsis, Dan Rosensweig, Jeff Weiner und Brent Jones. Im Mai 2012 war die Firma 140 Millionen US-Dollar wert. In der Serie D der Finanzierungsphase betrug der Wert, durch eine zusätzliche Finanzierung von 40 Millionen US-Dollar, bereits über 200 Millionen US-Dollar. Im Dezember 2014 erhielt Vox Media 46,5 Millionen US-Dollar Kapital von General Atlantic, das einem Firmenwert von 380 Millionen US-Dollar entsprach. NBCUniversal tätigte im August 2015 eine 200 Millionen US-Dollar Kapitalinvestition in Vox Media, das einer Firmenbewertung von über einer Milliarde US-Dollar entspricht.

## Medienmarken
Vox Media, Inc. besteht aus 14 Medienmarken (media brands): The Verge (Technologie und Kultur), Vox (allgemeine Nachrichten), SB Nation (Sport), Eater (Essen und Nachtleben), Racked (Einkaufen, Schönheit und Mode), Curbed (Immobilien und Zuhause), Recode (Technologiebranche), New York Magazine (Zeitschrift über Lifestyle, Kultur und Politik), The Cut (Mode), Vulture (Kino, Fernsehen, Musik und Literatur), The Strategist (Shopping), Intelligencer (Politik und Wirtschaft) und Grub Street (Essens- und Restaurantblog). Polygon (Computerspiele) wurde 2025 verkauft.

### Curbed
Curbed ist ein Immobilienblog mit Sitz in New York City, der 32 Märkte in den Vereinigten Staaten abdeckt. Die Website wurde 2004 als ein Nebenprojekt von Lockhart Steele, ehemals leitender Redakteur bei Gawker Media, gegründet. Curbed wurde von Vox Media übernommen, als die Firma das Curbed Network im November 2013 für 20–30 Millionen US-Dollar kaufte. Zusätzlich zur Hauptseite hat Curbed spezielle regionale Seiten für Los Angeles, Atlanta, Boston, Cape Cod, Chicago, Detroit, Hamptons, New York City, Miami, New Orleans, Philadelphia, Seattle, Washington, D.C., und San Francisco. Etwa fünf Millionen Nutzer besuchen monatlich die Website.
Chefredakteurin von Curbed ist Kelsey Keith (Editor-in-Chief).

### Eater
Eater wurde wie Curbed von Lockhart Steele gegründet. Die Website besitzt als Schwerpunkt Lebensmittel und Kochen. Eater berichtet dabei unter anderem von Restauranteröffnungen und neuen Lebensmitteltrends. Die bekanntesten Beiträge sind die „Heat Maps“ und „38 Best New Restaurants“. Kurz nach der Übernahme durch Vox Media im Jahr 2013 unterzog sich Eater einem Relaunch. 2014 fand der Umstieg auf die Chorus-Plattform statt. Durchschnittlich besuchen etwa neun Millionen Nutzer die Website monatlich.
Chefredakteurin von Eater ist Amanda Kludt (Editor-in-Chief) sowie Helen Rosner (Executive Editor), Sonia Chopra fungiert als leitende Redakteurin (Managing Editor).

### New York
New York ist eine zweiwöchentlich erscheinende Zeitschrift zu kulturellen, politischen Themen, insbesondere mit Blick auf New York City. Die erste Ausgabe erschien 1968. Chefredakteur ist seit 2019 David Haskell.

### Polygon
Im Januar 2012 stellte Vox Media Chris Grant ein, bis dato Chefredakteur bei Joystiq, um eine Gamingwebsite ins Leben zu rufen. Zudem wurde Brian Crecente, Chefredakteur von Kotaku und Russ Pitts, Chefredakteur von The Escapist, verpflichtet, um die Seite zu leiten. Pitts verließ Polygon im Juni 2014 wieder.
Die Website begann unter dem Titel Vox Games, der jedoch nie als endgültiger Name gedacht war. Am 6. April 2012 wurde der Name Polygon bekannt gegeben. Die Website ging am 25. Oktober 2012 unter diesem Namen online. Die Website ist responsiv und beinhaltet neben Neuigkeiten aus der Gaming- und Entertainmentwelt, auch Kritiken und längere Features. Monatlich besuchen Polygon etwa 20 Millionen Nutzer.
Zum 1. Mai 2025 wurde Polygon von Vox Media an das kanadischen Medienunternehmen Valnet verkauft. Direkt zum Termin wurden mehrere Redakteurinnen und Redakteure entlassen.

### Racked
Racked ist ein Mode- und Lifestyleblog, der zusammen mit dem Curbed Network im November 2013 von Vox Media erworben wurde.
Im Dezember 2014 hatte die Website 11,2 Millionen Seitenabrufe und acht Millionen Nutzer. Zusätzlich zu der Hauptseite besitzt Racked, ähnlich wie Curbed, spezielle regionale Seiten für Los Angeles, New York City, Miami und San Francisco.
Chefredakteurinnen von Racked sind Britt Aboutaleb (Editor-in-Chief) und Julia Rubin (Executive Editor).

### Recode
Recode ist eine Website um Technikneuigkeiten, mit einem Schwerpunkt auf das Silicon Valley. Sie wurde am 2. Januar 2014 von den ehemaligen AllThingsD-Redakteuren Walter Mossberg und Kara Swisher gegründet. Vox Media übernahm die Seite im Mai 2015. Durchschnittlich besuchen etwa fünf Millionen Nutzer die Website monatlich.
Als Chefredakteure fungieren Dan Frommer (Editor-in-Chief) und Kara Swisher (Executive Editor), während Edmund Lee (Managing Editor) und Peter Kafka (Senior Editor, Media) die Rolle der Redaktionsleitung übernehmen.

### SB Nation

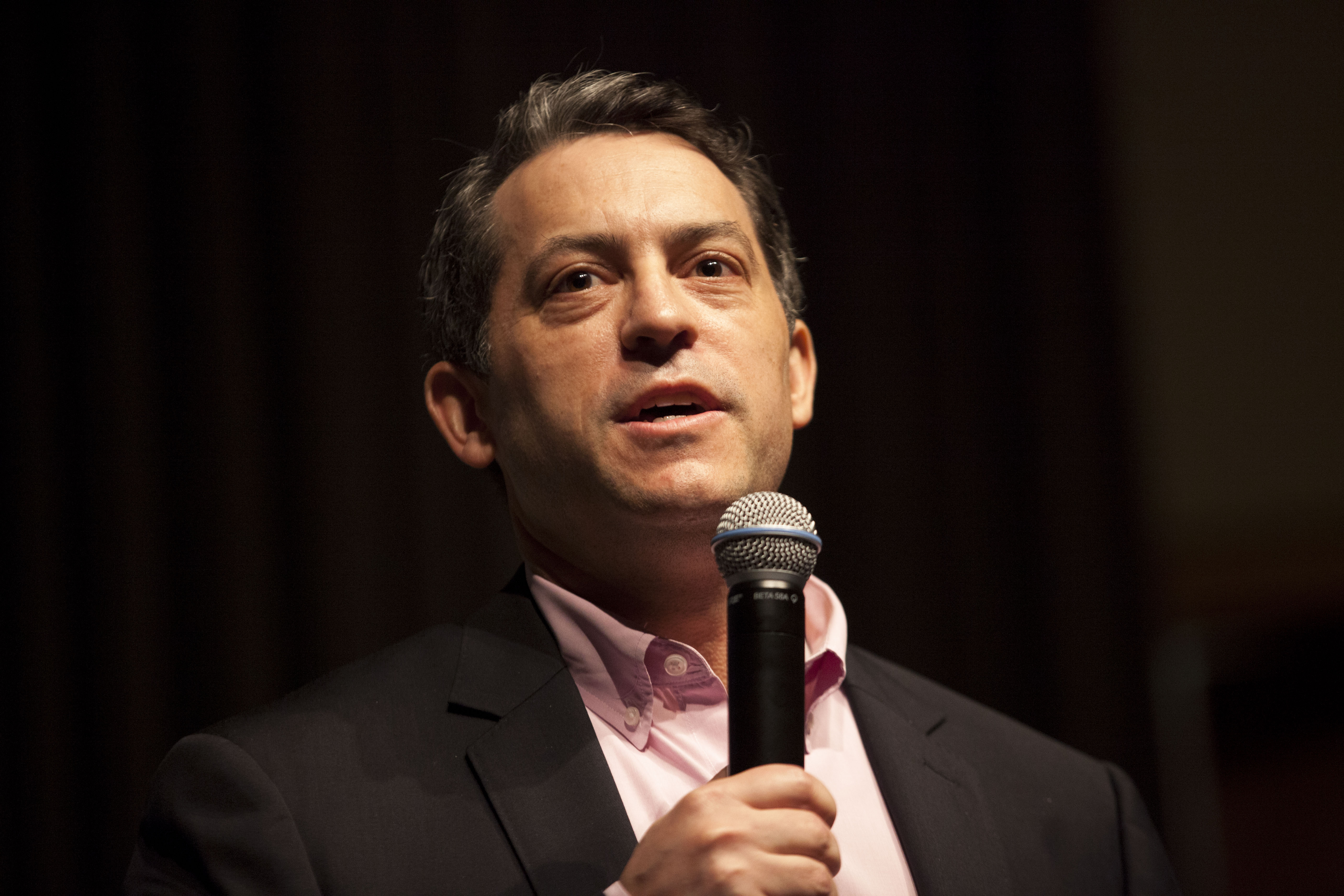
Jim Bankoff, 2014

SB Nation ist ein Sportnetzwerk mit dem Fokus auf Webinhalte, das über 300 Websites verwaltet, alle mit einem eigenen Namen, URL, Marke, Fokus, Zielgruppe, Redakteuren und Richtlinien. Das Sportnetzwerk deckt Teams aus der MLB, NBA, NFL, MLS und der NHL ab sowie NASCAR, MMA, College-Sport, Fahrradfahren und andere Sportarten. Englischsprachige Berichterstattung über die Fußball-Bundesliga wird durch Websites über den FC Bayern München und Borussia Dortmund geführt.
Im Februar 2009 gab es noch 185 Blogs. Comscore zählte im November 2010 5,8 Millionen Besucher im Blognetzwerk von SB Nation. Dies entsprach einem Anstieg von 208 % gegenüber der 1,9 Millionen Besucher im November 2009. Nach CEO Jim Bankoff hatte SB Nation im Dezember 2010 zwölf Millionen einzigartige Besucher und über 100 Millionen Seitenaufrufe monatlich. Als Ziele für die nächsten Monate waren die Optimierung für mobile Plattformen und die internationale Expansion, insbesondere Europa, vorgegeben.
Baseball-Kolumnist Rob Neyer, der zuvor 15 Jahre beim Marktführer ESPN arbeitete, wechselte im Februar 2011 zu SB Nation. Im März gründete SB Nation die Website Baseball Nation. Neben Neyer schreiben auch Jason Brannon, Carson Cistulli, Jeff Sullivan und Grant Brisbee für die Seite.
Im selben Monat stieg das Netzwerk von SB Nation auf über 300 Websites an, die hauptsächlich von Teilzeitredakteuren betreut wurden. Laut Comscore lag die Zielgruppe im November 2012 von Interessierten an Sportneuigkeiten in den Vereinigten Staaten bei monatlich 130 Millionen Menschen. ESPNs 45 Millionen Besucher waren immer noch über SB Nations 9,4 Millionen, doch ESPN verlor jedes Jahr fünf Millionen Nutzer, während SB Nation um 20 % wuchs. Im Juni 2013 zähle SB Nation, nach Aussagen von Vox Media, 50 Millionen Nutzer pro Monat und 190 Millionen Seitenaufrufe.
Geschäftsführer (General Manager) von SB Nation ist Kevin Lockland. Die Chefredaktion ist von Elena Bergeron (Editor-in-Chief) besetzt.

### The Verge
The Verge ist eine Website mit Sitz in Manhattan, New York City, die über aktuelle Technologiethemen berichtet. Die Seite ging am 1. November 2011 online. Das Mediennetzwerk veröffentlicht Neuigkeiten, längere Leitartikel, Produktkritiken, Podcasts und eine Unterhaltungsshow.
Der The-Verge-Mitgründer Joshua Topolsky, bis März 2011 Chefredakteur bei Engadget, verließ gemeinsam mit weiteren Redakteuren, darunter Nilay Patel, und Joanna Stern, Engadget. Sie riefen daraufhin zunächst den Blog This Is My Next ins Leben, am 1. November 2011 ging dann The Verge online. Ab 2014 bestand die Chefredaktion aus Nilay Patel (Editor-in-Chief) und Dieter Bohn (Executive Editor), seit 2022 besteht sie aus Patel, nachdem Bohn das Unternehmen für eine Stelle bei Google verließ.

### Vox
Der Ansatz der Website Vox ist es, komplexe Themen aus dem aktuellen Weltgeschehen verständlich aufzubereiten, insbesondere in den Bereichen Politik, Gesetze, Business, Popkultur, Lebensmittel und Wissenschaft. Etwa einen Monat nach der Gründung im April 2014, erreichte die Seite fünf Millionen Nutzer. Im Jahr 2016 liegt dieser Wert bei etwa 50 Millionen.
Als Chefredakteurin von Vox fungiert Lauren Williams (Editor-in-Chief). Mitbegründer sind Melissa Bell, Matthew Yglesias und Ezra Klein, der zudem Berichterstatter ist (Editor-at-Large).